# 11 szwadron pionierów
11 szwadron pionierów – pododdział kawalerii Wojska Polskiego.

## Historia szwadronu
Szwadron został sformowany z dniem 1 grudnia 1936 w Łańcucie dla 10 Brygady Kawalerii na podstawie rozkazu Departamentu Dowodzenia Ogólnego Ministerstwa Spraw Wojskowych L.dz. 6358/Org. Tjn. Na przełomie czerwca i lipca 1937 szwadron wziął udział w koncentracji jednostek saperskich w rejonie Skidel–Indura, a następnie przeniesiony do Augustowa i włączony w skład Suwalskiej Brygady Kawalerii. W Augustowie szwadron stacjonował do 1939.
Żołnierze szwadronu nosili na czapkach rogatywkach szkarłatny otok, na kołnierzach kurtek i płaszczy proporczyki szkarłatno-czarne, a na naramiennikach numer porządkowy „11”. Oficerom i szeregowym mogły być nadawane odznaki pamiątkowe szwadronów pionierów.
Bezpośredni nadzór nad szkoleniem i wychowaniem żołnierzy w szwadronie, jak również nadzór nad właściwym wykorzystaniem i konserwacją sprzętu saperskiego sprawował jeden z trzech dowódców grup saperów. Był on również kierownikiem corocznych koncentracji jednostek saperskich.
Zgodnie z uzupełnionym planem mobilizacyjnym „W” dowódca 1 pułku ułanów w Augustowie był odpowiedzialny za przygotowanie i przeprowadzenie mobilizacji szwadronu pionierów nr 11. Jednostka była mobilizowana w alarmie, w grupie jednostek oznaczonych kolorem niebieskim. 23 sierpnia 1939 została zarządzona mobilizacja jednostek „niebieskich” na terenie Okręgu Korpusu Nr III. Początek mobilizacji został wyznaczony na godz. 6.00 następnego dnia. Szwadron przyjął organizację wojenną L.3023/mob.org. oraz został ukompletowany zgodnie z zestawieniem specjalności L.4023/mob.AR i wyposażony zgodnie z należnościami materiałowymi L.5023/mob.mat.
W czasie kampanii wrześniowej szwadron pionierów nr 11 walczył w składzie Suwalskiej BK, a później w składzie Brygady Kawalerii „Edward”.
24 lipca 2025 dziedzictwo tradycji 11 szwadronu pionierów przejął i z honorem kultywuje 1 batalion saperów w Augustowie.

## Kadra szwadronu
Obsada personalna w marcu 1939
- dowódca szwadronu – rtm. Władysław XI Kozłowski
- dowódca plutonu – rtm. Hipolit Żarski
- dowódca plutonu – por. kaw. Antoni Zygmunt Frankiewicz

Obsada personalna we wrześniu 1939
- dowódca szwadronu – rtm. Władysław XI Kozłowski[b]
- dowódca plutonu – rtm. Hipolit Żarski
- dowódca plutonu – por. kaw. Jan Alfred Baranowski[19]
- dowódca plutonu zaporowego – por. kaw. Antoni Zygmunt Frankiewicz[c]